# تیساسولوش
تیساسولوش (به مجاری:  Tiszaszőlős) یک منطقهٔ مسکونی در مجارستان است که در ناحیه تیسافورد واقع شده‌است. تیساسولوش ۱٬۶۱۶ نفر جمعیت دارد.